# 珠帶鸚竺鯛
珠帶鸚竺鯛（學名：Ostorhinchus margaritophorus），又稱珠帶鸚天竺鯛，為輻鰭魚綱鈎頭魚目天竺鯛科鸚竺鯛屬下的一個種，分布於中西太平洋馬來西亞、菲律賓、印尼、澳洲、所羅門群島海域，深度1至5公尺，本魚體呈橢圓形，體稍側扁，頭大、眼大、口大且斜裂，頜齒細小，前鰓蓋骨邊緣有鋸齒，鰓蓋骨後緣棘不發達，體被弱櫛鱗，體色珍珠色，從吻部至尾柄有紅色到棕色縱紋，縱紋間還有垂直延伸的棕色短條紋連結，背鰭2個，尾鰭略凹，背鰭硬棘8枚、背鰭軟條9枚、臀鰭硬棘2枚、臀鰭軟條8枚，體長可達6.5公分，棲息在有遮蔽的潟湖與臨海礁石，通常躲藏在海膽或海葵附近，夜間成群活動，屬肉食性，繁殖期時，雄魚具有口孵習性，卵約7日化成仔魚，由雄魚吐出，具短暫的仔魚飄浮期，生活習性不明，可作為觀賞魚。